# Farial Egyptská
Princezna Ferial Farouk (17. listopadu 1938 – 29. listopadu 2009) byla nejstarší dcerou egyptského krále Farúka I. a jeho první manželky Faridy.

## Dětství

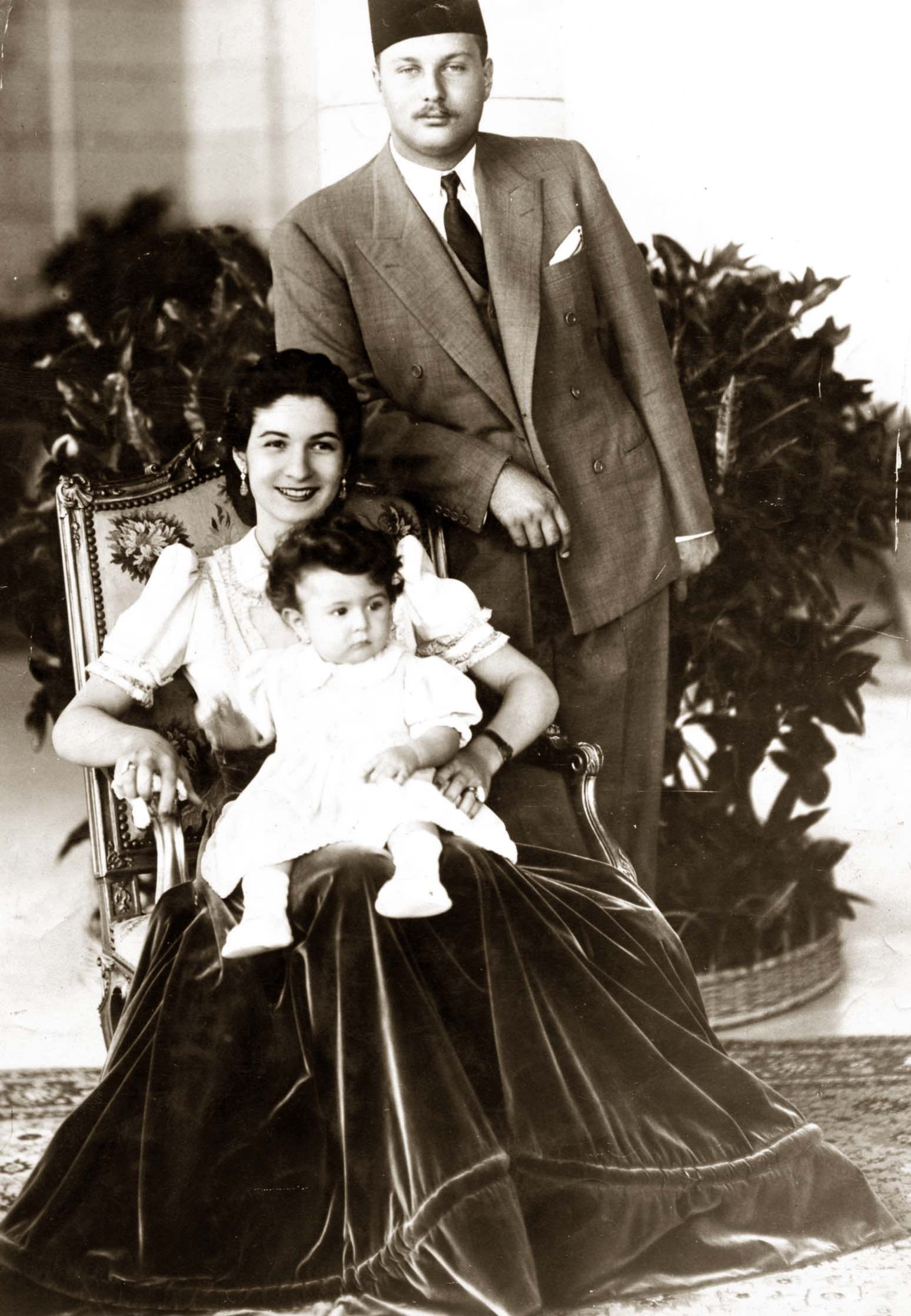

## Život v exilu

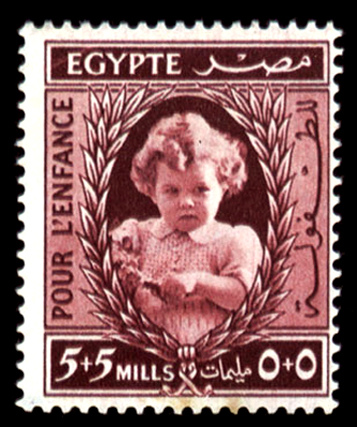
Poštovní známka princezny Feryal 1943

Když v roce 1952 proběhla v Egyptě revoluce, královská rodina byla poslána do exilu v Itálii. Opustila Egypt ve věku 13 let na královské jachtě Mahroussa. Rodina žila v Neapoli, Capri a Římě. Farialina korespondence s matkou Faridou dokazuje, že byla velmi smutná, když musela Egypt opustit hlavně proto, že tam zůstali lidé, které znala a milovala. 
Farial nebyla schopná se do Egypta vrátit, jelikož jí to nebylo povoleno. Tedy ne do roku 1973; po třech letech vlády Sadata jí byla povolena návštěva Egypta a dostala i pas. Později zde se svou sestrou trávila letní dovolenou, když zde navštěvovala své příbuzné.

### Vzdělávání
Podle poslední vůli jejího otce byly princezny vychovávány soukromě na škole v Lutry ve Švýcarsku. Jejich matka zůstala v Egyptě po celých deset, co byly princezny v exilu a později se přestěhovala do Libanonu, aby mohla jet do Švýcarska své děti navštívit.

### Rodinný život
Její otec Farúk byl velmi přísným rodičem a své dcery káral i za úplně triviální věci, například za účesy nebo nalakované nehty. Jediné, co jí otec dal bylo stipendium na škole Lausanne, kde mohla být její identita skryta. Farial byla smířená s tím, jak musí žít a rozhodla se, že se provdá jinde, než v Montreux, kde se učila psát a studovat francouzskou literaturu. 
V roce 1966 se provdala za Švýcara Jean-Pierra Perretena ve Westminsteru v Londýně. Perreten byl syn hoteliéra a konvertoval na Islám, aby se jeho sňatek s Farial mohl uskutečnit. S vírou přijal i nové jméno Samir Cheriff. Měli spolu jednu dceru, Yasmine Perreten-Shaarawi, která se narodila v roce 1967. Ta se v roce 2004 provdala za Hudu Sha'arawiho, který byl egyptskou spisovatelskou a feministickou ikonou. Farial se s Perretenem rozvedla krátce po narození jejich dcery a on poté v roce 1968 zemřel. Už se nikdy znovu neprovdala. 
Poté, co její matka Farida v roce 1988 zemřela, všechny její dcery se znovu začaly soudit s egyptskou vládou o vlastnictví paláce u Nilské delty. Sestry věřily, že na toto území měla právo jejich matka a po její smrti mělo přejít do jejich vlastnictví. Nicméně egyptská vláda tuto žádost opět zamítla a jako důvod uvedla, že jejich rodiče byli rozvedení a otec se půdy při revoluci vzdal. 
Princezna Farial strávila zbytek života mimo veřejnost a navzájem se o sebe se sestrami staraly. Její sestru Fawzii postihla skleróza v nejvyšším stádiu a v roce 2005 zemřela. Její bratr Fuad trpěl silnými depresemi a rozvedl se se svou manželkou Dominique-France Picard. I když Farial jejich manželství nepodporovala, podporovala svého bratra, když byl na tom emocionálně nejhůře.

## Smrt
Farial zemřela v nemocnici v Montreux ve Švýcarsku v listopadu 2009. Podlehla rakovině žaludku, která ji byla diagnostikována v roce 2002. 
Farial je pohřbena spolu s ostatními členy rodiny v Khedivalském mauzoleu v Káhiře, kde jsou pohřbeni všichni členové dynastie. 